# Pontifikalien

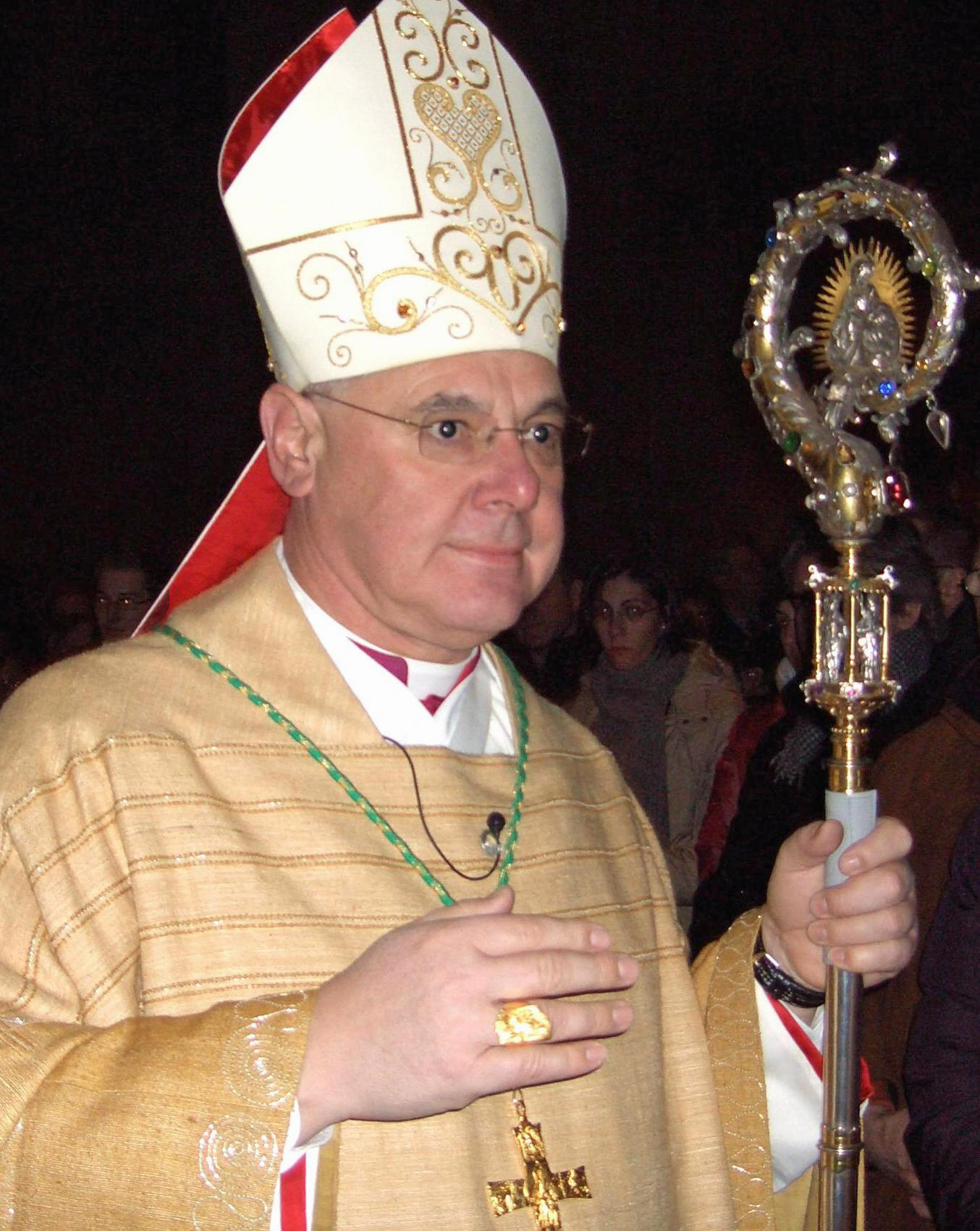
Der katholische Bischof Gerhard Ludwig Müller mit Mitra, Krummstab, Pektorale und Ring

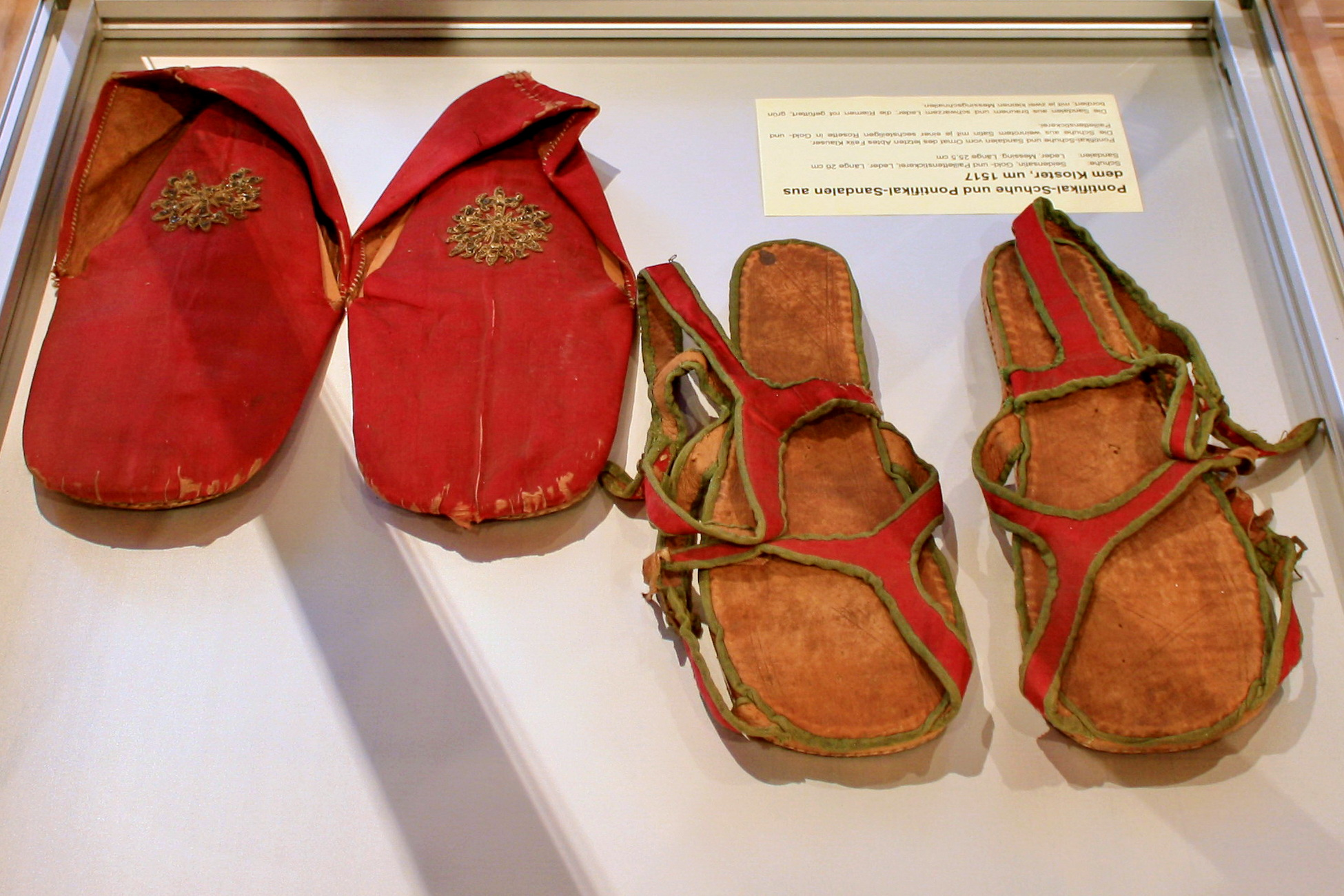
Pontifikalschuhe aus dem Klosterschatz der ehemaligen Prämonstratenserabtei Rüti

Pontifikalien sind in der römisch-katholischen Kirche und anderen Kirchen
- die dem Bischof oder Würdenträgern mit eigener Jurisdiktion (z. B. Infulierter Prälat) vorbehaltenen Insignien sowie
- Amtshandlungen, bei denen der Bischof oder Würdenträger Mitra und Stab benutzt (auch Pontifikalhandlungen genannt).

## Insignien
Pontifikale Insignien sind:
- die Mitra oder der Stephanos;
- der Bischofsstab – häufig mit spiralförmiger Krümme, daher auch Krummstab –, der ein Symbol für das Hirtenamt darstellt. Der Papst trägt dagegen keinen Krummstab, sondern die Ferula, die anstelle der Krümme ein Kreuz trägt;
- das Pektorale (Brustkreuz);
- der Bischofsring (beim Papst: Fischerring);
- der Pileolus, eine kleine deckelartige Mütze, die das Hinterhaupt bedeckt (bei Bischöfen violett, bei Kardinälen scharlachrot, beim Papst weiß). Orden haben eine davon unabhängige und beliebige Farbordnung. Der Pileolus wird, da er oft auch unter der Mitra getragen wird, auch als Submitrale bezeichnet;
- das Pallium, vom Metropoliten bei der Heiligen Messe getragen, wenn sie in seiner Kirchenprovinz stattfindet;
- die Pontifikaldalmatik, die bei der Bischofsweihe für den Erwählten verpflichtend, ansonsten nur fakultativ ist, aber vor allem bei der Spendung des Weihesakramentes für den Spender als Ausdruck der dem Bischof innewohnende Fülle des Weihesakramentes empfohlen wird;
- die heute fast nur noch bei der Feier der heiligen Messe nach der Liturgie von 1962 von den Berechtigten getragenen Insignien der Pontifikaltunicella, Pontifikalhandschuhe, Pontifikalschuhe und Pontifikalstrümpfe;
- die besondere und heute nur noch sehr selten anzutreffende Insigne des Rationale, auch als Superhumerale bezeichnet
- die Cappa magna, ein Umhang mit großer Schleppe, ist Kardinälen und Bischöfen vorbehalten und wird heute nur noch von einzelnen Kardinälen getragen.

Mit dem Motu proprio Pontificalia insignia vom 21. Juni 1968 schrieb Papst Paul VI. vor, dass die Pontifikalien künftig nur noch von Bischöfen und ihnen vergleichbaren Amtsträgern, die für eine besondere Gruppe eigenständig verantwortlich sind, wie etwa Äbte, verwendet werden. Zuvor waren sie auch als Auszeichnung an bestimmte Personen und Inhaber besonderer Kirchenämter verliehen worden (etwa Apostolische Protonotare) sowie insbesondere an Inhaber von Leitungsämtern in Dom- und Stiftskapiteln (Dompropst und Domdechant). Diese Praxis ist in viele Darstellungen der kirchlichen Heraldik eingeflossen.
Ehemalige anglikanische Bischöfe, die einem für Katholiken anglikanischer Tradition auf der Grundlage der Konstitution Anglicanorum coetibus Benedikts XVI. eingerichteten Personalordinariat beigetreten sind, können beim Apostolischen Stuhl um die Erlaubnis nachfragen, sich der bischöflichen Insignien weiterhin zu bedienen.

## Amtshandlungen
Mit Pontifikalien bezeichnet man außerdem Amtshandlungen (Pontifikalhandlungen) des Bischofs, bei denen er gemäß der liturgischen Vorschrift Mitra und Stab benutzt. Dies ist insbesondere der Fall bei
- Pontifikalämtern, bei denen der Bischof zelebriert oder mindestens predigt oder den bischöflichen Segen spendet
- Weihehandlungen, wie der Diakonenweihe, Priesterweihe, Bischofsweihe, Entgegennahme feierlicher Ordensgelübde, Jungfrauenweihe, Kirchweihe, Altarweihe
- der Spendung der Firmung.

Die Durchführung dieser Riten sind im Pontifikale und im Caeremoniale Episcoporum beschrieben.